# Aufbau Verlag
Aufbau Verlag (tidigare skrivsätt: Aufbau-Verlag) är ett tyskt bokförlag grundat 1945, med huvudkontor i Berlin. Förlagets imprints/förlagsetiketter är (2019): Aufbau, Aufbau Taschenbuch, Rütten & Loening, Blumenbar, Aufbau Digital och Aufbau Audio.
Aufbau Verlag har sedan 2011 sitt huvudkontor i Aufbau Haus, vid Moritzplatz i Kreuzberg. Där finns bland annat även förlagen Die Andere Bibliothek och Edition Braus. Dessa har ett samarbete inom Aufbau Verlagsgruppe, men som självständiga förlag och inte som dotterbolag. Förlaget Metrolit, som också ingick i gruppen, lade inför våren 2016 ner sin verksamhet tills vidare.
Ch. Links Verlag, som Aufbau Verlag blev ägare av i december 2018, flyttade ett år senare in i Aufbau Haus.

## Historia
Aufbau-Verlag grundades i augusti 1945, på uppdrag av Kulturbund zur demokratischen Erneuerung Deutschlands (det blivande Kulturbund der DDR). Det växte till Östtysklands största och mest betydelsefulla förlag för skönlitteratur.
Östtysklands upplösning och återförenandet av Tyskland 1990 ändrade drastiskt förutsättningarna för förlaget, som snabbt tappade sin starka position. Därtill var ägarförhållandet oklart; på det felaktiga antagandet att det varit ett statligt företag, sålde Treuhandanstalt förlaget 1991 till en investerare, vilket ogiltigförklarades i domstol 2008, varvid investeraren drog sig ur och förlaget riskerade konkurs. En annan investerare, Matthias Koch, köpte då förlaget och registrerade det som Aufbau Verlag GmbH & Co. KG. Tre år senare, 2011, flyttade man till det nya Aufbau Haus.